# Ischnoderma
Ischnoderma là một chi nấm thuộc họ Fomitopsidaceae.